# Campionati europei di 470 1983
I Campionati europei di 470 1983 si sono svolti a Puck, in Polonia, dal 26 agosto al 2 settembre 1983.

## Podi
| Evento   | Oro                                        | Argento                                   | Bronzo                              |
| 470 Open | Germania Est Jörn Borowski Egbert Svensson | Italia Sandro Montefusco Paolo Montefusco | Francia Thierry Peponnet Luc Pillot |

## Medagliere
| Posiz. | Nazione      | Oro | Argento | Bronzo | Totale |
| ------ | ------------ | --- | ------- | ------ | ------ |
| 1      | Germania Est | 1   | 0       | 0      | 1      |
| 2      | Italia       | 0   | 1       | 0      | 1      |
| 3      | Francia      | 0   | 0       | 1      | 1      |
| Totale | Totale       | 1   | 1       | 1      | 3      |